# WSP Global

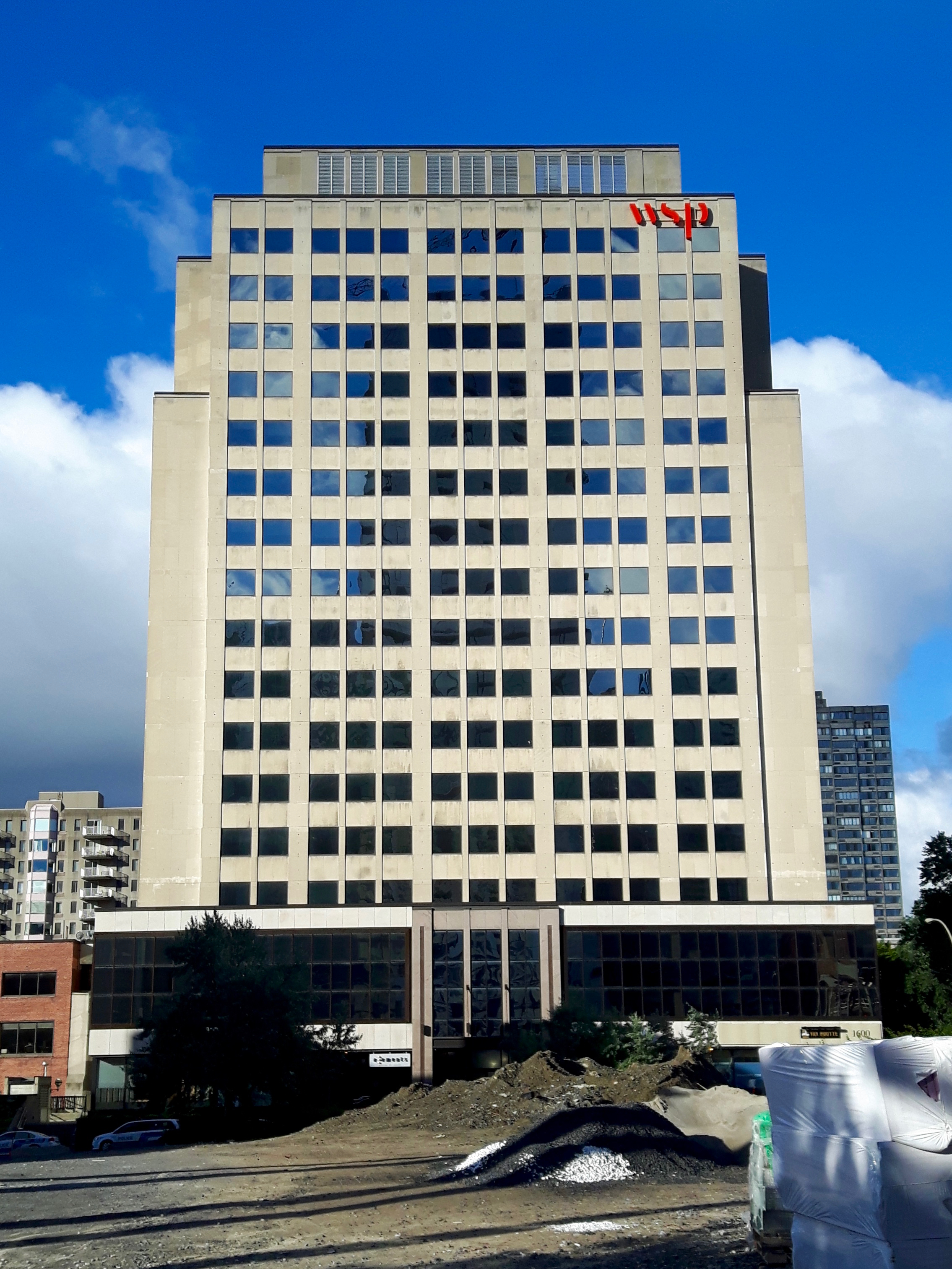
Unternehmenssitz in Montreal

WSP Global ist ein kanadisches, weltweit operierendes Unternehmen, das Ingenieur- und Beratungsleistungen anbietet. Es hat britische und US-amerikanische Wurzeln und wird an der Toronto Stock Exchange gehandelt.
WSP Global Inc. entstand zum Jahresbeginn 2014 als Holdinggesellschaft der weltweiten Beteiligungen. Die frühere Londoner WSP Group war 2012 für umgerechnet 354 Mio. € durch Genivar übernommen worden.
2014 kaufte WSP Global die New Yorker Parsons Brinckerhoff von Balfour Beatty.
In Deutschland sind die WSP Deutschland AG und die WSP Infrastructure Engineering GmbH vertreten.

## Geschichte

### Britische WSP Group
Das Unternehmen wurde 1969 von Chris Cole und drei weiteren Partnern als William Sale Partnership gegründet. Es wurde seit 1987 an der Londoner Börse gehandelt. Seit den 1990ern expandierte die Gesellschaft weltweit: 1995 wurde WSP Asia gegründet, 2000 wurden die US-amerikanischen Ingenieurgesellschaften Cantor Seinuk sowie Flack + Kurtz übernommen. 2001 fusionierte WSP mit der schwedischen Jacobson & Widmark (J&W) und übernahm 2003 die finnischen Ingenieurgesellschaften LT Consultants OY und EMP Projects OY und 2005 die PHB Group  in den Vereinigten Arabischen Emiraten.
WSP übernahm 2007 die australische Baudienstleistungs- und Umweltingenieur-Beratungsgesellschaft Lincolne Scott und LC-Consulting aus Südafrika; außerdem CEL International aus dem Vereinigten Königreich und die deutsche CBP Consulting Engineers. WSP vergrößerte seine Präsenz in den USA mit der Übernahme der Ingenieurbüros SEi und Sells.
Die Gesellschaft war in die drei Unternehmenssparten Immobilien, Transport und Infrastruktur sowie Umwelt und Energie gegliedert.

### Genivar

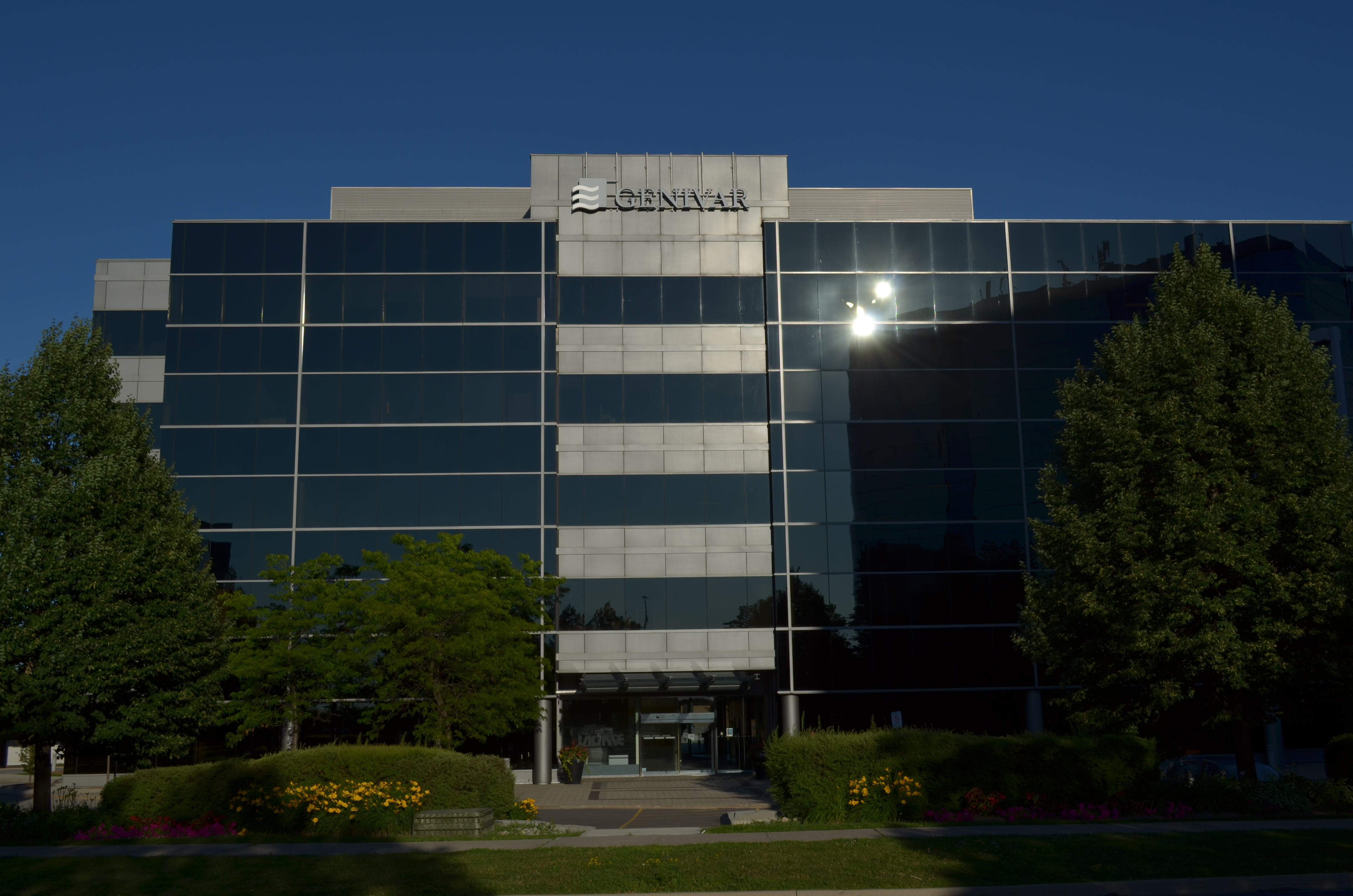
Unternehmenssitz der früheren Genivar in Markham

Die kanadische Genivar Inc. war aus der Groupe-Conseil Solivar Inc. entstanden. Der ehemalige Firmensitz in Montreal ist heute Sitz der WSP Global.

### Parsons Brinckerhoff
William Barclay Parsons (1859–1932) gründete 1885 sein Bauingenieursunternehmen und begann 1906 eine Zusammenarbeit mit Henry M. Brinckerhoff (1868–1949). Brinckerhoffs Expertise lag im Bereich der elektrischen Eisenbahnen, er war als Miterfinder der Stromschiene bekannt.
Parsons arbeitete von 1882 bis 1885 bei der New York, Lake Erie and Western Railroad und verfasste zu dieser Zeit zwei Fachbücher über Gleisbau und -geometrie. Er war Chefkonstrukteur des Cape-Cod-Kanals. Er plante im Auftrag des New Yorker Board of Rapid Transit Commissioners in den 1890er bis 1900er Jahren die erste U-Bahn für New York City. Diese wurde dann von der Rapid Transit Construction Company ausgeführt und von der Interborough Rapid Transit Company betrieben.
Parsons arbeitete international für weitere Eisenbahngesellschaften, an Wasserwegen in Mississippi und als Teil einer Gruppe von Ingenieuren, die eine mögliche Trassierung des Panamakanals erforschte. Ab 1903 war er Technischer Berater der Royal Commission on London Traffic, die die Entwicklung der Verkehrswege in London überplanen sollte. Im Ersten Weltkrieg war er für die American Expeditionary Forces in Frankreich aktiv und hatte dort Feindberührung mit den Deutschen.
Das Unternehmen Parsons Brinckerhoff war im 20. Jahrhundert an einer Vielzahl bekannter Kunstbauten, Verkehrswege und Projekte beteiligt. Dazu gehören der Straßentunnel Detroit–Windsor, der Scheldetunnel in Antwerpen, die Weltausstellung 1939 in New York City und die Schnellbahnsysteme von San Francisco (BART, 1972), Atlanta (MARTA, 1979), Caracas (Metro Caracas, 1983), Singapur (MRT, 1987) und Taipeh (MRT, 1996).
Parsons Brinckerhoff wurde 2009 durch Balfour Beatty übernommen.

### WSP Deutschland
Die WSP Deutschland vertritt die Bereich Immobilien, Gebäude und Umwelttechnik. Sie ging aus dem 1955 von Karl Cronauer und August Burkei in München gegründeten Tragwerksplanungsbüro CBP hervor. Das Büro bot zunehmend weitere Ingenieurleistungen an, darunter Technischer Gebäudeausbau, Vermessung, Tiefbauingenieurleistungen und Projektsteuerung. Mit der Ausweitung der Unternehmenssparten wurden auch weitere Standorte im gesamten Bundesgebiet eröffnet. Kurz vor der Fusion mit WSP hatte CBP rund 400 Mitarbeiter an sieben Standorten in Deutschland. Mit der Fusion wurden auch die deutschen Niederlassungen von WSP mit CBP verschmolzen. Von 2008 bis Ende 2011 firmierte das Unternehmen in Deutschland als WSP CBP, bevor sich der Zusammenschluss mit dem Unternehmen auch in der deutschen Firmierung WSP Deutschland AG niederschlug. Der Sitz befindet sich in München.

### WSP Infrastructure Engineering
Die WSP Infrastructure Engineering vertritt die Bereiche Verkehr und Infrastruktur. Sie entstand 1980 unter dem Namen IVV Ingenieurgesellschaft für Verkehrsplanung und Verkehrssicherung GmbH (IVV GmbH) als Ausgründung des Bahntechnischen Institutes der TU Braunschweig.

## Projekte (Auswahl)
Beteiligung an Planung, Projektsteuerung oder Errichtung von heute zu WSP gehörenden Firmen:
- World Trade Center in Manhattan, Tower 1[12], Tower 2, Tower 3, Tower 7
- Super-Wolkenkratzer wie 432 Park Avenue, 111 West 57th Street und 53W53 in Manhattan[13]
- Marina Bay Sands in Singapur[13]
- Petronas Towers in Kuala Lumpur[13]
- Premier Tower in Melbourne[13]
- Shanghai Tower in Shanghai[13]
- The Shard in London[13]
- Vergnügungspark DubaiLand in Dubai
- Duhail Sports Hall in Doha
- Flughafen Berlin Brandenburg[14]
- Campus Westend der Johann Wolfgang Goethe-Universität Frankfurt am Main[15]